# Áno Ákria
Áno Ákria, en grec moderne : Άνω Άκρια, est un village du dème de Gortyne, dans le district régional de Héraklion, de la Crète, en Grèce. Selon le recensement de 2001, la population d'Áno Ákria compte 601 habitants.
Le village est situé à une altitude de 460 mètres et à une distance de 40 km de Héraklion.
Dans le recensement vénitien, de 1583, par Castrofilaca, le village est mentionné en tant que Acrapano avec 160 habitants et Acracato avec 154 habitants.